# جان فرنسوا زيفاكو
جان فرنسوا زيفاكو (بالفرنسية: Jean-François Zevaco؛ 1916–2003) كان مهندسا معماريا فرنسيا مغربيا. ولد في الدار البيضاء ودرس في المدرسة الوطنية للفنون الجميلة. تخرج في 1945 ثم أسس مكتبه في المغرب.